# Michael Spence
A. Michael Spence (7 de novembre de 1943, Montclair (Nova Jersey), EUA, 1943) és un economista i professor universitari estatunidenc guardonat amb el Premi del Banc de Suècia de Ciències Econòmiques en memòria d'Alfred Nobel l'any 2001.

## Biografia
Va estudiar economia a la Universitat de Princeton, on es va graduar el 1966, i posteriorment es va doctorar a la Universitat Harvard el 1972. Professor de la Universitat Harvard, el 1990 fou nomenat professor de la Universitat Stanford, càrrec que ocupà fins al 2000.

## Recerca econòmica
Interessat en com s'estén la informació, especialment en la formació dels mercats, desenvolupà un model d'educació en el mercat de treball. En ell, s'estudia com els treballadors poden utilitzar els seus nivells d'educació com a mitjà per enviar un senyal als empresaris. D'aquesta forma, els treballadors d'alta preparació acadèmica s'esforcen per obtenir titulacions educatives difícilment obtenibles, per a llançar precisament un senyal al mercat sobre la seva alta preparació.
L'any 1978 va rebre el Premi J. K. Galbraith per l'excel·lència acadèmica, el 1981 la Medalla John Bates Clark i l'any 2001 el Premi del Banc de Suècia de Ciències Econòmiques, compartit amb George Akerlof i Joseph Stiglitz, “per les seves anàlisis dels mercats amb informació asimètrica”.